# 里普利
里普利（英語：Ripley）是位于美国纽约州肖托夸县的一个镇，地处肖托夸县西部、北靠伊利湖，建于1817年。这里是纽约州高速公路的西端终点。2010年美国人口普查时，该镇有2415人。其名称来源于1812年战争时的美军将领伊利札·惠洛克·里普利。